# Ischnochiton goreensis
Ischnochiton goreensis är en blötdjursart som beskrevs av Thiele 1910. Ischnochiton goreensis ingår i släktet Ischnochiton och familjen Ischnochitonidae. Inga underarter finns listade i Catalogue of Life.